# Frankie Edgar
Frank James Edgar, né le 16 octobre 1981 à Toms River dans le New Jersey, est un pratiquant américain d'arts martiaux mixtes (MMA).

## Biographie

### Jeunesse
Frankie Edgar nait à Toms River dans le New Jersey. Il est l'ainé d'une famille de trois enfants.
Il débute la lutte dans son lycée Toms River High School East et concourt à trois reprises au New Jersey State Championship Tournament. Il termine deuxième en tant que junior et cinquième parmi les seniors. Edgar souhaite ensuite viser un cran au-dessus en participant aux NHSCA Senior Nationals où il termine deuxième. Il continue la lutte à l'Université de Clarion en Pennsylvanie. Pendant ses quatre années dans l'établissement, il réussit à se qualifier quatre fois au championnat national.

## Parcours en arts martiaux mixtes

### Débuts
Le 14 avril 2006, Frankie Edgar concourt au sein de l'organisation mineure du New Jersey Ring of Combat face à Steve McCabe. Les deux hommes démarrent alors la soirée ROC 10 et Edgar remporte la victoire dès le premier round par soumission en étranglement en guillotine.
Il combat ensuite avec une autre fédération locale, celle du Reality Fighting. Il y affronte le compétiteur lituanien Deividas Taurosevičius, nouveau champion des poids légers de la promotion,.
Ce match pour le titre se déroule le 5 août 2006, lors du RF 13,.
En utilisant une lutte agressive, Frankie Edgar remporte les trois rounds de la rencontre, s'offre la victoire par décision unanime des juges (30-27, 30-27, 30-27)
et devient ainsi le nouveau champion des poids légers du Reality Fighting.
Lors du même événement, Jim Miller s'empare lui de la ceinture des poids plumes. Miller et Edgar s'affrontent en poids léger lors du RF 14, le 18 novembre 2006. En s'offrant à nouveau une victoire par décision unanime (30-27, 30-27, 30-27), Frankie Edgar conserve son titre.

### Ultimate Fighting Championship

#### Champion des poids légers de l'UFC
Ce succès assez inattendu contre Penn vaut alors à Edgar d'être nommé pour l'ESPY Award de la plus grosse surprise (best upset) en juin 2010.
Le président de l'UFC Dana White a déclaré lors d'une conférence en octobre 2011 que Frankie Edgar, après son combat contre Gray Maynard lors de l'UFC 136, venait se placer au deuxième rang mondial des meilleurs combattants tout poids confondus, devançant ainsi le Québécois Georges St-Pierre.
L'affrontement contre Maynard est récompensé comme combat de l'année 2011 par le site spécialisé Sherdog
et par un World MMA Award.
C'est ensuite face à Benson Henderson, ancien champion des poids légers du WEC, que Frankie Edgar est tenu de défendre son titre lors de l'UFC 144 du 26 février 2012 au Japon.

#### Passage en poids plume
À la suite de ces deux revers contre Benson Henderson, Frankie Edgar annonce en août 2012 vouloir alors continuer sa carrière dans la catégorie de poids inférieure, soit celle des poids plumes. Le président de l'UFC, Dana White, estime d'abord qu'Edgar devra passer par une victoire dans cette catégorie pour confirmer et obtenir une occasion de ravir le titre.
C'est alors dans un combat face à Ricardo Lamas en décembre, que l'Américain est envisagé.
Mais après une blessure d'Eric Koch qui l'oblige à abandonner sa chance face au champion José Aldo pour l'UFC 153 du 13 octobre 2012, c'est Edgar qui est finalement choisi pour le prochain match de championnat de la division.
Aldo se blesse cependant avant le rendez-vous, et la rencontre prend finalement la tête d'affiche de l'UFC 156 du 2 février 2013.
Au terme de cinq reprises plutôt serrés, les juges donnent le champion vainqueur par décision unanime.
Les deux compétiteurs remportent le bonus du combat de la soirée.
Après sept combats consécutifs avec un titre en jeu, Edgar a ensuite l'occasion de rebondir face à Charles Oliveira lors de l'UFC 162, le 6 juillet 2013. Dans ce second combat principal de la soirée, l'Américain s'impose par décision unanime
et les deux combattants sont gratifiés du bonus du combat de la soirée, exceptionnellement partagé avec un autre match, celui opposant Dennis Siver à Cub Swanson.
En septembre 2013, Frankie Edgar et B.J. Penn sont choisis comme entraîneurs de l'émission de télé-réalité produite par l'organisation, The Ultimate Fighter 19.
Les deux combattants s'affrontent alors, pour la troisième fois, à la fin de cette nouvelle saison diffusée sur la chaine américaine Fox Sports 1, en point d'orgue de la soirée de finales, le 6 juillet 2014 à Las Vegas.
Edgar domine cette confrontation et remporte la victoire par TKO à la fin du troisième round sur une phase de ground-and-pound laissant Penn sans défense. B.J. Penn décide de prendre sa retraite après ce combat.
Edgar est ensuite programmé face à Cub Swanson en tête d'affiche de l'UFC Fight Night 57, le 22 novembre 2014.
Swanson entame bien le match debout, mais Edgar reprend la main dès la fin de la première reprise. Il domine ensuite grâce à sa lutte et finit par soumettre son adversaire par un étranglement arrière qui se termine en clé de nuque dans le cinquième et dernier round alors qu'il ne reste que quatre secondes réglementaires.
Cette nouvelle victoire lui rapporte un bonus de performance de la soirée.
C'est ensuite Urijah Faber, évoluant pourtant dernièrement dans la division des poids coqs, qui monte d'une catégorie de poids pour affronter Edgar. Les deux hommes se rencontrent en tête d'affiche de l'UFC Fight Night 66, le 15 mai 2015 aux Philippines.
Sans dominer nettement le combat, Frankie Edgar remporte tout de même les cinq rounds au yeux des juges et ajoute une victoire par décision unanime à une série de quatre succès consécutifs.
Le 11 décembre 2015, Frankie Edgar fait face à autre ancien prétendant au titre des poids plumes, Chad Mendes, lors de la finale de la série The Ultimate Fighter 22.
Grâce à un crochet du gauche au menton qui met KO Mendes au milieu de la première reprise, Edgar continue sur sa série de victoires
et décroche un bonus de performance de la soirée.

## Palmarès en arts martiaux mixtes
| 36 combats     | 24 victoires | 11 défaites |
| Par KO         | 7            | 5           |
| Par soumission | 4            | 0           |
| Sur décision   | 13           | 6           |
| Égalités       | 1            | 1           |

| Résultat | Record  | Adversaire             | Méthode                                     | Événement                                             | Date             | Round | Temps | Lieu                                  | Notes                                                           |
| -------- | ------- | ---------------------- | ------------------------------------------- | ----------------------------------------------------- | ---------------- | ----- | ----- | ------------------------------------- | --------------------------------------------------------------- |
| Défaite  | 24-11-1 | Chris Gutiérrez        | KO (coup de genou)                          | UFC 281                                               | 12 novembre 2022 | 1     | 2:01  | New York, États-Unis                  |                                                                 |
| Défaite  | 24-10-1 | Marlon Vera            | KO (front kick à la tête et coups de poing) | UFC 268                                               | 6 novembre 2021  | 3     | 3:50  | New York, États-Unis                  |                                                                 |
| Défaite  | 24-9-1  | Cory Sandhagen         | KO (coup de genou sauté)                    | UFC APEX: Overeem vs. Volkov                          | 7 février 2021   | 1     | 0:28  | Las Vegas, Nevada, États-Unis         |                                                                 |
| Victoire | 24-8-1  | Pedro Munhoz           | Décision partagée                           | UFC on ESPN: Munhoz vs Edgar                          | 22 août 2020     | 5     | 5:00  | Las Vegas, Nevada, États-Unis         | Début en poids coqs. Combat de la soirée.                       |
| Défaite  | 23-8-1  | Chan Sung Jung         | TKO (coups de poing)                        | UFC Fight Night: Edgar vs Korean Zombie               | 21 décembre 2019 | 1     | 3:18  | Busan, Corée du Sud                   |                                                                 |
| Défaite  | 23-7-1  | Max Holloway           | Décision unanime                            | UFC 240                                               | 27 juillet 2019  | 5     | 5:00  | Edmonton, Alberta, Canada             | Pour le titre des poids plumes de l'UFC.                        |
| Victoire | 23-6-1  | Cub Swanson            | Décision unanime                            | UFC Fight Night: Barboza vs Lee                       | 21 avril 2018    | 3     | 5:00  | Atlantic City, New Jersey, États-Unis |                                                                 |
| Défaite  | 22-6-1  | Brian Ortega           | TKO (coups de coude)                        | UFC 222: Cyborg vs Kunitskaya                         | 3 mars 2018      | 1     | 4:44  | Las Vegas, Nevada, États-Unis         |                                                                 |
| Victoire | 22-5-1  | Yair Rodríguez         | TKO (arrêt du médecin)                      | UFC 211                                               | 13 mai 2017      | 2     | 5:00  | Dallas, Texas, États-Unis             |                                                                 |
| Victoire | 21-5-1  | Jeremy Stephens        | Décision unanime                            | UFC 205: Alvarez vs. McGregor                         | 12 novembre 2016 | 3     | 5:00  | New York, États-Unis                  |                                                                 |
| Défaite  | 20-5-1  | José Aldo              | Décision unanime                            | UFC 200: Tate vs. Nunes                               | 9 juillet 2016   | 5     | 5:00  | Las Vegas, Nevada, États-Unis         | Pour le titre intérimaire des poids plumes de l'UFC.            |
| Victoire | 20-4-1  | Chad Mendes            | KO (coup de poing)                          | The Ultimate Fighter 22 Finale                        | 11 décembre 2015 | 1     | 2:28  | Las Vegas, Nevada, États-Unis         | Performance de la soirée.                                       |
| Victoire | 19-4-1  | Urijah Faber           | Décision unanime                            | UFC Fight Night: Edgar vs. Faber                      | 16 mai 2015      | 5     | 5:00  | Pasay, Philippines                    |                                                                 |
| Victoire | 18-4-1  | Cub Swanson            | Soumission (clé de nuque)                   | UFC Fight Night: Edgar vs. Swanson                    | 22 novembre 2014 | 5     | 4:56  | Austin, Texas, États-Unis             | Performance de la soirée.                                       |
| Victoire | 17-4-1  | B.J. Penn              | TKO (coups de poing)                        | The Ultimate Fighter: Team Edgar vs. Team Penn Finale | 6 juillet 2014   | 3     | 4:16  | Las Vegas, Nevada, États-Unis         |                                                                 |
| Victoire | 16-4-1  | Charles Oliveira       | Décision unanime                            | UFC 162: Silva vs. Weidman                            | 6 juillet 2013   | 3     | 5:00  | Las Vegas, Nevada, États-Unis         | Combat de la soirée.                                            |
| Défaite  | 15-4-1  | José Aldo              | Décision unanime                            | UFC 156: Aldo vs. Edgar                               | 2 février 2013   | 5     | 5:00  | Las Vegas, Nevada, États-Unis         | Pour le titre des poids plumes de l'UFC. Combat de la soirée.   |
| Défaite  | 15-3-1  | Benson Henderson       | Décision partagée                           | UFC 150: Henderson vs. Edgar II                       | 11 août 2012     | 5     | 5:00  | Denver, Colorado, États-Unis          | Pour le titre des poids légers de l'UFC.                        |
| Défaite  | 15-2-1  | Benson Henderson       | Décision unanime                            | UFC 144: Edgar vs. Henderson                          | 26 février 2012  | 5     | 5:00  | Saitama, Japon                        | Perd le titre des poids légers de l'UFC Combat de la soirée.    |
| Victoire | 15-1-1  | Gray Maynard           | TKO (coups de poing)                        | UFC 136: Edgar vs. Maynard III                        | 8 octobre 2011   | 4     | 3:54  | Houston, Texas, États-Unis            | Défend le titre des poids légers de l'UFC. KO de la soirée.     |
| Égalité  | 14-1-1  | Gray Maynard           | Égalité partagée                            | UFC 125: Resolution                                   | 1er janvier 2011 | 5     | 5:00  | Las Vegas, Nevada, États-Unis         | Défend le titre des poids légers de l'UFC. Combat de la soirée. |
| Victoire | 14-1    | B.J. Penn              | Décision unanime                            | UFC 118: Edgar vs. Penn 2                             | 28 août 2010     | 5     | 5:00  | Boston, Massachusetts, États-Unis     | Défend le titre des poids légers de l'UFC.                      |
| Victoire | 13-1    | B.J. Penn              | Décision unanime                            | UFC 112: Invincible                                   | 10 avril 2010    | 5     | 5:00  | Abou Dabi, Émirats arabes unis        | Remporte le titre des poids légers de l'UFC.                    |
| Victoire | 12-1    | Matt Veach             | Soumission (étranglement arrière)           | The Ultimate Fighter: Heavyweights Finale             | 5 décembre 2009  | 2     | 2:22  | Las Vegas, Nevada, États-Unis         | Combat de la soirée.                                            |
| Victoire | 11-1    | Sean Sherk             | Décision unanime                            | UFC 98: Evans vs. Machida                             | 23 mai 2009      | 3     | 5:00  | Las Vegas, Nevada, États-Unis         |                                                                 |
| Victoire | 10-1    | Hermes França          | Décision unanime                            | UFC Fight Night: Silva vs. Irvin                      | 19 juillet 2008  | 3     | 5:00  | Las Vegas, Nevada, États-Unis         | Combat de la soirée.                                            |
| Défaite  | 9-1     | Gray Maynard           | Décision unanime                            | UFC Fight Night: Florian vs. Lauzon                   | 2 avril 2008     | 3     | 5:00  | Broomfield, Colorado, États-Unis      |                                                                 |
| Victoire | 9-0     | Spencer Fisher         | Décision unanime                            | UFC 78: Validation                                    | 17 novembre 2007 | 3     | 5:00  | Newark, New Jersey, États-Unis        |                                                                 |
| Victoire | 8-0     | Mark Bocek             | TKO (coups de poing)                        | UFC 73: Stacked                                       | 7 juillet 2007   | 1     | 4:55  | Sacramento, Californie, États-Unis    |                                                                 |
| Victoire | 7-0     | Tyson Griffin          | Décision unanime                            | UFC 67: All or Nothing                                | 3 février 2007   | 3     | 5:00  | Las Vegas, Nevada, États-Unis         | Combat de la soirée.                                            |
| Victoire | 6-0     | Jim Miller             | Décision unanime                            | RF 14: Reality Fighting 14                            | 18 novembre 2006 | 3     | 5:00  | Atlantic City, New Jersey, États-Unis | Défend le titre des poids légers du Reality Fighting.           |
| Victoire | 5-0     | Deividas Taurosevicius | Décision unanime                            | RF 13: Battle at the Beach                            | 5 août 2006      | 3     | 5:00  | Wildwood, New Jersey, États-Unis      | Remporte le titre des poids légers du Reality Fighting.         |
| Victoire | 4-0     | Steve McCabe           | Soumission (étranglement en guillotine)     | Ring of Combat 10                                     | 14 avril 2006    | 1     | 2:37  | Atlantic City, New Jersey, États-Unis |                                                                 |
| Victoire | 3-0     | Jerome Isip            | Soumission technique (étranglement arrière) | Sportfighting 2                                       | 10 décembre 2005 | 1     | 3:26  | Hoboken, New Jersey, États-Unis       |                                                                 |
| Victoire | 2-0     | Mark Getto             | TKO (coups de poing)                        | Ring of Combat 9                                      | 29 octobre 2005  | 1     | 4:21  | Asbury Park, New Jersey, États-Unis   |                                                                 |
| Victoire | 1-0     | Eric Uresk             | TKO (coups de poing)                        | Underground Combat League                             | 10 juillet 2005  | 1     | 3:38  | New York, États-Unis                  |                                                                 |